# Dags att tänka på refrängen
Dags att tänka på refrängen è un album del gruppo pop svedese Gyllene Tider, pubblicato il 24 aprile 2013.

## Tracce
1. Det blir aldrig som man tänkt sej – 2:53
2. Man blir yr – 3:02
3. Singel – 3:02
4. Allt jag lärt mej om livet (har jag lärt mej av Vera) – 3:00
5. Tio droppar regn – 2:54
6. Jag tänker åka på en lång lång lång lång lång resa – 2:54
7. Lyckopiller – 3:07
8. Chikaboom – 3:08
9. Anders och Mickes första band – 3:24
10. Tiden är en dåre med banjo – 3:03
11. Knallpulver – 2:32
12. Dags att tänka på refrängen – 3:42